# H.320
H.320 とは、ISDNに基づくネットワーク上でのマルチメディア（音声/動画/データ）通信のためにITU-Tが定めた包括推奨規格。主プロトコルは、H.221、H.230、H.242、音声コーデックとしては、G.711、G.723、ビデオコーデックとしては、H.261、H.263 が採用されている。